# Главиница (община)
Вижте пояснителната страница за други значения на Главиница.
Община Главиница се намира в Североизточна България и е една от съставните общини на област Силистра.

## География

### Географско положение, граници, големина
Общината е разположена в западната част на област Силистра. С площта си от 481,23 km2 заема 3-то място сред 7-те общините на областта, което съставлява 16,91% от територията на областта. Границите ѝ са следните:
- на изток – община Ситово;
- на югоизток – община Дулово;
- на юг – община Исперих и община Завет, област Разград;
- на запад – община Тутракан;
- на север – Румъния.

### Природни ресурси

#### Релеф
Община Главиница се намира в северната част Източната Дунавска равнина. Релефът е равнинен и ниско хълмист, наклонен на север с надморска височина от 200 m на юг до 50 m на север, набразден от дълбоки (на места над 100 m) спрямо околния терен суходолия. Южните райони на общината са заети от крайните северни части на Лудогорското плато, като на север границата му не е точно фиксирана. Максималната височина на общината се намира в най-южната ѝ част, южно от село Зебил, на границата с община Исперих – 226,4 m н.в., а най-ниската – 11 m н.в., на брега на река Дунав, североизточно от село Малък Преславец.

#### Води
По северната граница на общината с Румъния на протежение от 9 km (от km 410 до km 419, километрите се броят от устието нагоре по реката) преминава част пот долното течение на река Дунав. На останалата част от територията на община Главиница липсват повърхностно течащи води. При силни дъждове и при топенето на снеговете по суходолията протичат водни течения, които по-късно и през лятото пресъхват. При поройни дъждове водите прииждат с голяма сила и унищожават всичко в коритата си. В южната ѝ част преминават две големи суходолия, дълбоко всечени сред околния терен. Първото от тях (югозападното) е на река Царацар (Демирбаба, Крапинец, най-голямата река в Лудогорието, десен „приток“ на Дунав). То навлиза в пределите на общината североизточно от село Веселец (община Завет) на 136 m н.в. и се насочва на североизток през ловното стопанство „Ирихисар“. Югозападно от град Главиница рядко завива на запад-северозапад, минава северно от селата Осен и Стефан Караджа и западно от последното навлиза в община Тутракан на 70 m н.в. За разлика от останалите реки в област Силистра то има постоянно, макар и минимално водно течение през цялата година до село Стефан Караджа, след което окончателно пресъхва. В югоизточната част на общината, от север на юг преминава второто голямо суходолие на територията ѝ – суходолието на река Сенковец (Сазлъка, Сенкувча, десен „приток“ на Дунав). То навлиза в общината югоизточно от село Зебил на 168 m н.в, минава между селата Звенимир и Вълкан и източно от село Падина навлиза в община Ситово на 96 m н.в.
На територията на община Главиница има изградени 18 микроязовира („Черногор“, „Зафирово 1, 2 и 3“, „Сокол 1 и 2“, „Слатина“, „Дичево 1 и 2“, „Коларово“ и др.), водите на които се използват основно за напояване на обширните земеделски земи в региона. Северно от село Малък Преславец е естественото блато Малък Преславец (38,5 ха), разположено на заливна тераса на река Дунав.

#### Климат, почви
Община Главиница се намира в областта на умереноконтиненталния климат. Средната годишна температура е около 11 °C. Средните абсолютни минимални температури за годината са минус 3-4 °C за януари. Средните абсолютни максимални температури са 24.7 °C, като през юли достигат често над 35 °C. Абсолютните минимални температури са около -32 °C. Пролетта настъпва рано – през първата половина на март. Тогава настъпва и устойчивото задържане на температурата на въздуха над 5 °C.
Годишната сума на валежи е 645.5 l/m2 и е изключително равномерно разпределена през годината. Валежният максимум (70.9 и 82.9 l/m2) е през май и юни, а валежният минимум – през октомври (32.3 l/m2). През периода на активната вегетация на зимните и пролетните зърнени култури – април и юли, падат около 40 – 41% (264.8 l/m2) от общите валежи, което гарантира много добра водообезпеченост на растенията и получаването на добри резултати от отглежданите сортове. През периода на активната вегетация на окопните култури (царевица, слънчоглед) падат 57 – 58% (371.5 l/m2) от общите годишни валежи, което осигурява пълна изява на продуктивните възможности на отглежданите сортове и хибриди. В относителната влажност на въздуха съществени различия през отделните периоди не се наблюдават. Тя се движи от 68.5 – 69,1% през периода април-септември до 80.8 – 81,1% през есенно-зимния период, като средногодишната относителна атмосферна влажност е 75,0%.
Почвените типове в района на общината са черноземни, излужени черноземни, оподзолени черноземни.

### Населени места
Общината се състои от 23 населени места. Списък на населените места, подредени по азбучен ред, население и площ на землищата им:
| Населено място | Пребр. на населението през 2021 г. | Площ на землището (в км2) | Забележка (старо име)         | Населено място  | Пребр. на населението през 2021 г. | Площ на землището (в км2) | Забележка (старо име)              |
| Бащино         | 141                                | 12,233                    | Пътраклии, Бащина             | Косара          | 128                                | 10,682                    | Тюрк косуй                         |
| Богданци       | 615                                | 26,255                    | Узунджа орман                 | Листец          | 420                                | 10,128                    | Месимлер                           |
| Вълкан         | 277                                | 12,295                    | Курт палар                    | Малък Преславец | 188                                | 38,866                    | Кадъ кьой, Малки Преславец         |
| Главиница      | 1249                               | 34,844                    | Асват кьой                    | Ножарево        | 417                                | 11,210                    | Масутлар, Поручик Геново, Ножарово |
| Дичево         | 357                                | 13,026                    | Кемал кьой, Полковник Тошково | Осен            | 74                                 | 38,103                    | Касъмлар                           |
| Долно Ряхово   | 237                                | 25,528                    |                               | Падина          | 253                                | 14,412                    | Даулджилар                         |
| Зарица         | 317                                | 15,747                    | Камерлер                      | Подлес          | 123                                | 31,166                    | Сърджилар                          |
| Зафирово       | 782                                | 34,543                    | Сарсанлар, Генерал Зафирово   | Сокол           | 301                                | 22,325                    | Татар атмаджа                      |
| Звенимир       | 279                                | 9,904                     | Авдуллар                      | Стефан Караджа  | 611                                | 45,963                    | Ахматлар, Севар, Генерал Жеково    |
| Зебил          | 597                                | 12,581                    | Канипе                        | Суходол         | 520                                | 11,368                    | Емир кьой                          |
| Калугерене     | 445                                | 6,662                     | Хаджиолар                     | Черногор        | 247                                | 21,997                    | Кара дърлар                        |
| Коларово       | 286                                | 21,392                    | Арабаджилар, Коларево         | ОБЩО            | 8864                               | 481,230                   | няма населени места без землища    |

## Административно-териториални промени
- от 1913 до 1941 г. – с. Хорозлар е изселено под румънска власт;
- МЗ № 2191/обн. 27.06.1942 г. – преименува с. Пътраклии на с. Бащина;

– преименува с. Узунджа орман (Узундже орман) на с. Богданци;
– преименува с. Курт палар на с. Вълкан;
– преименува с. Сарсанлар на с. Генерал Зафирово;
– преименува с. Асват кьой (Асфат кьой) на с. Главиница;
– преименува с. Камерлер (Камелер) на с. Зарица;
– преименува с. Авдуллар на с. Звенимир;
– преименува с. Канипе на с. Зебил;
– преименува с. Хаджиолар (Хаджилар) на с. Калугерене;
– преименува с. Арабаджилар на с. Коларево;
– преименува с. Тюрк косуй на с. Косара;
– преименува с. Дели Юсуфлар (Дели Исуфлар) на с. Красногор;
– преименува с. Месимлер на с. Листец;
– преименува с. Кадъ кьой на с. Малки Преславец;
– преименува с. Айват кьой на с. Малък Звенимир;
– преименува с. Касъмлар на с. Осен;
– преименува с. Даулджилар на с. Падина;
– преименува с. Чанакчилар на с. Паничаре;
– преименува с. Сърджилар на с. Подлес;
– преименува с. Кемал кьой на с. Полковник Тошково;
– преименува с. Масутлар на с. Поручик Геново;
– преименува с. Ахматлар на с. Севар;
– преименува с. Канара махле на с. Скален дол;
– преименува с. Татар атмаджа на с. Сокол;
– преименува с. Емир кьой на с. Суходол;
– преименува с. Кара дърлар на с. Черногор;
- МЗ № 2913/обн. 16 януари 1943 г. – заличава селата Куфалча (Куфалче) и Паничаре поради изселване;
- МЗ № 168/обн. 22 януари 1943 г. – преименува с. Севар на с. Генерал Жеково;

МЗ № 2127/обн. 05.06.1945 г. – преименува с. Генерал Жеково на с. Стефан Караджа;
- МЗ № 5011/обн. 15.08.1947 г. – преименува с. Поручик Геново на с. Ножарово;
- между 1946 и 1956 г. – преименувано е с. Генерал Зафирово на с. Зафирово без административен акт;
- Указ № 107/обн. 13.03.1951 г. – преименува с. Полковник Тошково на с. Дичево;
- Указ № 317/обн. 13.12.1955 г. – заличава с. Малък Звенимир и го присъединява като квартал на с. Звенимир;
- през 1956 г. – осъвременено е името на с. Малки Преславец на с. Малък Преславец без административен акт;
- Указ № 148/обн. 29.05.1956 г. – заличава с. Красногор и го присъединява като квартал на с. Черногор;

– заличава с. Скален дол и го присъединява като квартал на с. Подлес;
- Указ № 5/обн. 8 януари 1963 г. – заличава с. Зарица и го присъединява като квартал на с. Звенимир;
- Указ № 960/обн. 4 януари 1966 г. – преименува с. Бащина на с. Бащино;

– осъвременява името на с. Коларево на с. Коларово;
– отстранява грешката в името на с. Ножарово на с. Ножарево;
- Указ № 2294/обн. 26.12.1978 г. – отделя кв. Зарица от с. Звенимир и го възстановява като отделно населено място – с. Зарица;
- Указ № 2907/обн. 07.09.1984 г. – признава с. Главиница за гр. Главиница;
- Указ № 3005/обн. 09.10.1987 г. – закрива община Зафирово и заедно с включените в състава ѝ населени места я присъединява към община Главиница.

## Население
Численост на населението според преброяванията през годините:
| Година на преброяване | Численост |
| 1934                  | 14 953    |
| 1946                  | 18 807    |
| 1956                  | 20 477    |
| 1965                  | 21 191    |
| 1975                  | 18 980    |
| 1985                  | 16 907    |
| 1992                  | 15 579    |
| 2001                  | 13 848    |
| 2011                  | 10 930    |
| 2021                  | 8864      |

### Етнически състав
Преброяване на населението през 2011 г.
Численост и дял на етническите групи според преброяването на населението през 2011 г., по населени места (подредени по численост на населението):
| Населено място  | Численост | Численост | Численост | Численост | Численост | Численост           | Численост     | Населено място  | Дял (в %) | Дял (в %) | Дял (в %) | Дял (в %) | Дял (в %)           | Дял (в %)     |
| Населено място  | Общо      | Българи   | Турци     | Цигани    | Други     | Не се самоопределят | Не отговорили | Населено място  | Българи   | Турци     | Цигани    | Други     | Не се самоопределят | Не отговорили |
| Общо            | 10930     | 2880      | 6701      | 215       | 8         | 44                  | 1082          | 100,00          | 26,34     | 61,30     | 1,96      | 0,07      | 0,40                | 9,89          |
| --------------- | --------- | --------- | --------- | --------- | --------- | ------------------- | ------------- | --------------- | --------- | --------- | --------- | --------- | ------------------- | ------------- |
| Главиница       | 1569      | 864       | 387       | 96        |           |                     | 216           | Главиница       | 55,06     | 24,66     | 6,11      |           |                     | 13,76         |
| Бащино          | 176       | 10        | 166       | 0         | 0         | 0                   | 0             | Бащино          | 6,25      | 94,31     | 0,00      | 0,00      | 0,00                | 0,00          |
| Богданци        | 613       | 109       | 241       | 77        |           |                     | 184           | Богданци        | 17,78     | 39,31     | 12,56     |           |                     | 30,01         |
| Вълкан          | 344       | 0         | 340       | 0         | 0         | 0                   | 4             | Вълкан          | 0,00      | 98,83     | 0,00      | 0,00      | 0,00                | 1,16          |
| Дичево          | 444       | 3         | 346       | 0         | 0         | 0                   | 95            | Дичево          | 0,67      | 77,92     | 0,00      | 0,00      | 0,00                | 21,39         |
| Долно Ряхово    | 332       | 75        | 188       |           |           |                     | 67            | Долно Ряхово    | 22,59     | 56,62     |           |           |                     | 20,18         |
| Зарица          | 434       | 4         | 417       |           |           |                     | 12            | Зарица          | 0,92      | 96,08     |           |           |                     | 2,76          |
| Зафирово        | 868       | 551       | 126       | 25        | 0         | 5                   | 161           | Зафирово        | 63,47     | 14,51     | 2,88      | 0,00      | 0,57                | 18,54         |
| Звенимир        | 370       | 10        | 254       | 4         |           |                     | 101           | Звенимир        | 2,70      | 68,64     | 1,08      |           |                     | 27,29         |
| Зебил           | 686       | 3         | 672       | 0         | 0         | 0                   | 11            | Зебил           | 0,43      | 97,95     | 0,00      | 0,00      | 0,00                | 1,60          |
| Калугерене      | 539       | 4         | 528       | 5         |           |                     | 1             | Калугерене      | 0,74      | 97,95     | 0,92      |           |                     | 0,18          |
| Коларово        | 355       | 74        | 278       |           |           |                     | 0             | Коларово        | 20,84     | 78,30     |           |           |                     | 0,00          |
| Косара          | 178       | 4         | 170       | 0         | 0         | 0                   | 4             | Косара          | 2,24      | 95,50     | 0,00      | 0,00      | 0,00                | 2,24          |
| Листец          | 523       | 3         | 518       |           |           |                     | 1             | Листец          | 0,57      | 99,04     |           |           |                     | 0,19          |
| Малък Преславец | 299       | 260       | 7         | 0         | 0         | 0                   | 32            | Малък Преславец | 86,95     | 2,34      | 0,00      | 0,00      | 0,00                | 10,70         |
| Ножарево        | 500       | 4         | 482       |           |           |                     | 13            | Ножарево        | 0,80      | 96,40     |           |           |                     | 2,60          |
| Осен            | 117       | 114       |           |           |           |                     | 0             | Осен            | 97,43     |           |           |           |                     | 0,00          |
| Падина          | 332       | 4         | 327       |           |           |                     | 0             | Падина          | 1,20      | 98,49     |           |           |                     | 0,00          |
| Подлес          | 155       | 147       | 3         |           |           | 4                   | 0             | Подлес          | 94,83     | 1,93      |           |           | 2,58                | 0,00          |
| Сокол           | 334       | 268       | 20        | 0         | 3         | 0                   | 43            | Сокол           | 80,23     | 5,98      | 0,00      | 0,89      | 0,00                | 12,87         |
| Стефан Караджа  | 697       | 253       | 377       |           |           | 21                  | 44            | Стефан Караджа  | 36,29     | 54,08     |           |           | 3,01                | 6,31          |
| Суходол         | 653       |           | 644       |           |           | 0                   | 6             | Суходол         |           | 98,62     |           |           | 0,00                | 0,91          |
| Черногор        | 412       | 114       | 208       |           |           |                     | 87            | Черногор        | 27,66     | 50,48     |           |           |                     | 21,11         |

### Вероизповедания
Численост и дял на населението по вероизповедание според преброяването на населението през 2011 г.:
|                     | Численост | Дял (в %) |
| Общо                | 10 930    | 100,00    |
| Православие         | 2308      | 21,11     |
| Католицизъм         | 31        | 0,28      |
| Протестантство      | 15        | 0,13      |
| Ислям               | 5936      | 54,30     |
| Друго               | 9         | 0,08      |
| Нямат               | 30        | 0,27      |
| Не се самоопределят | 141       | 1,29      |
| Непоказано          | 2460      | 22,50     |

## Транспорт
През общината преминават частично 6 пътя от Републиканската пътна мрежа на България с обща дължина 90,5 km:
- участък от 16,7 km от Републикански път II-21 (от km 66,4 до km 83,1);
- участък от 9,5 km от Републикански път III-205 (от km 54,1 до km 63,6);
- последният участък от 41,1 km от Републикански път III-235 (от km 12,1 до km 53,2);
- последният участък от 10,2 km от Републикански път III-2104 (от km 3,9 до km 14,1);
- последният участък от 2,2 km от Републикански път III-2305 (от km 10,1 до km 13,3);
- последният участък от 10,8 km от Републикански път III-2307 (от km 19,3 до km 30,1).

## Топографска карта
- Лист от карта K-35-006. Мащаб: 1 : 100 000.
- Лист от карта L-35-138. Мащаб: 1 : 100 000.